# Lucky Knot
Lucky knot is een stalen voetgangersbrug die de Dragon King Harbor-rivier in Meixi Lake District, Changsha, China overspant. De brug is 185 meter lang en bereikt een hoogte van 24 meter. De vakwerkbrug heeft een opvallende rode kleur en is ontworpen door het Nederlandse architectenbureau NEXT architects, dat vestigingen heeft in Amsterdam en Beijing. De brug werd opgeleverd in oktober 2016.
De brug werd ontworpen als opdracht voor een internationale competitie uitgeschreven in 2013. Het bureau werd uitgenodigd vanwege hun ontwerp voor de Melkwegbrug in Purmerend. De brug werd ook uit toeristisch oogpunt ontworpen. Het ontwerp is geïnspireerd op een möbiusband en de Chinese knoopkunst.